# 驚懼之淚
驚懼之淚（英語：Tears for Fears）是一個英國樂團，80年代曾經紅遍全球。它的成員為Roland Orzabal及Curt Smith，兩人皆來自英格蘭一個小城市Bath。他們的曲風受到臉部特寫樂團、Peter Gabriel的影響，偏向新浪潮（new wave），但後來轉趨流行，一般將他們歸類為流行搖滾（pop rock）。

## 歷史

### 創團/顛峰( 1981–1990)

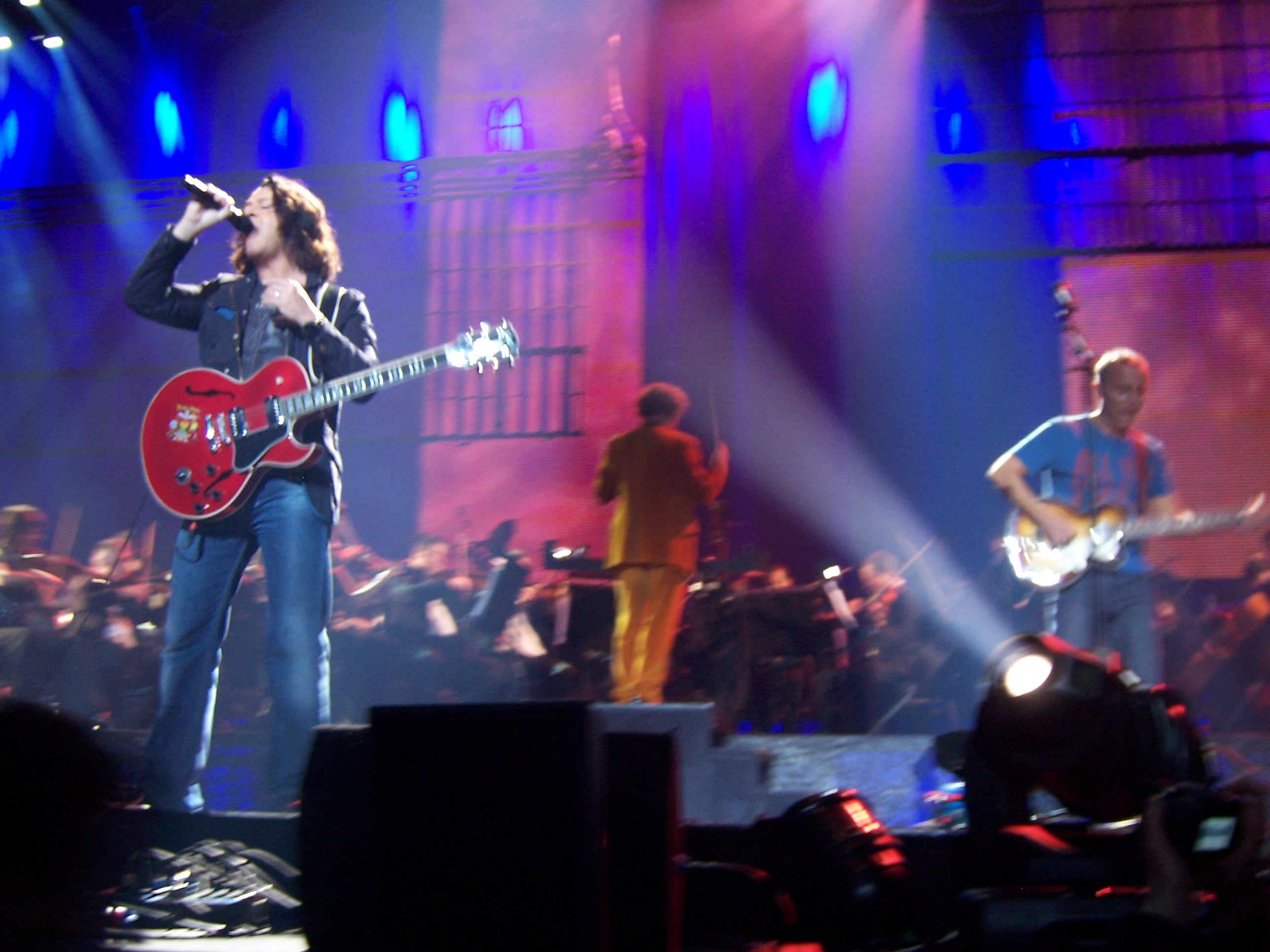
驚懼之淚Roland Orzabal (左) 和 Curt Smith (右) 於Nokia Night of the Proms 德國 漢諾威-2008

在成立Tears for Fears之前，Orzabal與Smith曾都是Graduate樂團的成員。兩人在1981年另起爐灶，發行了兩支單曲， Suffer the Children及Pale Shelter，但並不十分成功，直到1982年第三首單曲 Mad World，才創下英國排行榜第三名的佳績。1983年第一張專輯 The Hurting是一張概念專輯，描述Orzabal的悲苦童年，獲得市場的肯定，逐漸為他們打開國際市場知名度。
1984年他們持續推出單曲 Mother talk 及 Shout，為1985年發行的第二張專輯 Songs from the Big Chair 鋪下坦途。這張專輯在全世界極受歡迎，收錄的歌曲還包括排行榜冠軍曲 Everybody Wants to Rule the World 及 Head over Heels。由於專輯的成功，Tears for Fears成為一個國際知名的樂團。
第三張專輯 The Seeds of Love 的製作過程非常冗長。Orzabal講求完美主義的個性，讓這張專輯耗費了大量的時間一再重製，並造成樂團的財務壓力。但 The Seeds of Love 於1989年發行後，在各國都有亮眼的成績。這張專輯延續前一張的成功，在音樂風格中納入更多藍調及爵士樂的元素，單曲 Sowing the Seeds of Love 描述一個對烏托邦的想望，在音樂風格及歌詞精神上都有向披頭四致敬的意味；另一首單曲 Woman in Chains 由老牌搖滾巨星Phil Collins擔任鼓手，及具有迷人靈魂樂唱腔的Oleta Adams 參與對唱。兩支單曲都打進排行榜。

### 單飛期(1991–2000)
儘管樂團的知名度越來越高，但Orazbal在製作音樂時的吹毛求疵和繁複過程，而Smith則希望放慢腳步，兩人漸行漸遠，導致1991年兩人正式拆夥。1992年精選輯 Tears Roll Down (Greatest Hits 82-92) 發行。
Smith單飛後，搬到美國紐約市尋求發展，1993年出了一張成績不佳的個人專輯 Soul on Borad。之後他組成了Mayfield樂團，以現場演唱為主，並在1997年發行同名專輯。
而Orzabal則繼續以Tears for Fears的名義繼續演唱事業。1993年發行的 Elemental 專輯，包含一支排行榜歌曲 Break it Down Again。這張專輯銷量並不差，但遠不及前兩張專輯的盛況。1995年的專輯 Raoul and the Kings of Spain 的成績又更走下坡。1996年發行的 Saturnine Martial & Lunatic，則是一張收錄了Tears for Fears82-93年單曲唱片B面歌曲的合輯。
2001年，Orzabal以自己的名字發行了一張個人專輯 Tomcats Screaming Outside，內容受到好評但銷售量並不理想。

### 復合期(2000–)
2000年，在Orzabal與Smith拆夥十年後，透過經紀人的牽線，兩人決定重新攜手合作。2004年他們發行了 Everybody Loves a Happy Ending 專輯，Closest Thing to Heaven 成為十年來第一支排行榜歌曲。
2006年他們發行了一張演唱會專輯 Secret World – Live in Paris。Smith也在2007年再度發行個人專輯 Halfway, Pleased。
2010年，Tears for Fears舉辦全球巡迴演唱，在包括香港及台灣等地演出。